# Ortt

Geslachtswapen (1818)

Ortt (ook: Ortt van Schonauwen) is een Nederlandse familie waarvan leden sinds 1818 tot de Nederlandse adel behoren en veel ingenieurs voortbracht.

## Geschiedenis
De stamreeks begint met Hans Ort [Ort, Oort, Oert, Oirt] die een lakenbereider was en na 10 september 1554 overleed. Zijn achterkleinzoon Jean Ortt (1595-1654) vestigde zich in 1616 in Amsterdam. Een kleinzoon van de laatste, mr. Johann Ortt (1685-1740) wordt heer van Nijenrode en Breukelen.
In 1818 werd Hendrik Jacob Ortt, heer van Oudaan (1764-1826) verheven in de adelstand. In de 19e en 20e eeuw leverde het geslacht vele ingenieurs.
In 2001 leefden er nog drie mannelijke telgen: de chef de famille en zijn in 2001 geboren zoon, en zijn broer.

## Enkele telgen

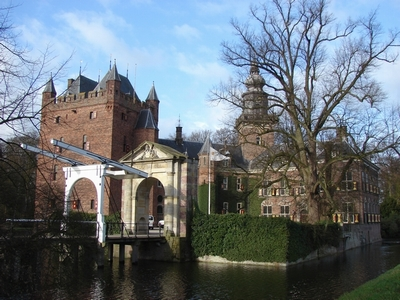
Kasteel Nijenrode

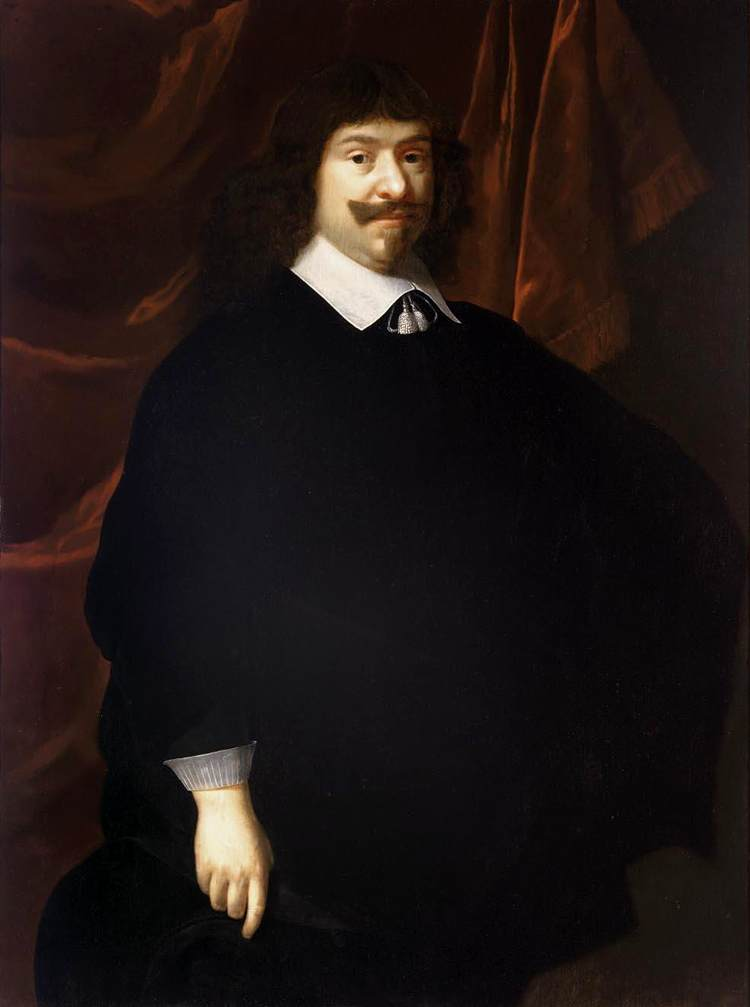
Portret van Jean Ortt (1595-1654), toegeschreven aan Jacob van Loo

mr. Johann Ortt, heer van Nijenrode en Breukelen (1685-1740), schepen van Amsterdam
- mr. Johann Ortt, heer van Nijenrode en Breukelen (1721-1783)
  - jhr. Hendrik Jacob Ortt, heer van Oudaan (1764-1826), kapitein ter zee,
    - jhr. Joan Ortt, heer van Schonauwen (1810-1898), ingenieur
      - jhr. Hendrik Joan Ortt van Schonauwen, heer van Schonauwen (1857-1923), lid van de gemeenteraad van Loosduinen

    - jhr. Jacob Reinoud Theodoor Ortt (1817-1887), ingenieur
      - jhr. Joan Ortt (1852-1922), kapitein
        - jhr. ir. Matthijs Joan Ortt (1890-1970), ingenieur
          - jhr. mr. Hendrik Jacob Ortt (1927-2001), ambtenaar
            - jhr. dr. Joan Roland Ortt (1964), universitair hoofddocent aan de Technische Universiteit Delft, chef de famille
            - jhr. ing. Michiel Maarten Ortt (1967), ingenieur, stedebouwkundige

      - jhr. Steffan Balthazar Ortt (1853-1932), havenmeester en waterschout te Rotterdam, medeoprichter zeemansbond
        - jhr. ir. Casper Ortt (1894-1977), ingenieur

      - jhr. ir. Felix Louis Ortt (1866-1959), ingenieur en christenanarchist